# Gustav Sjöberg
Ivar Gustaf Albert Sjöberg (Stockholm, 1913. március 23. – Lidingö, 2003. október 3.) svéd válogatott labdarúgó, edző.
A svéd válogatott tagjaként részt vett az 1938-as világbajnokságon és az 1936. évi nyári olimpiai játékokon.

## Sikerei, díjai
- AIK Fotboll
  - Svéd első osztály bajnoka: 1936-37
  - Svéd kupa: 1949